# Robert Ambelain
Robert Ambelain (París, 2 de setembre de 1907 - 1997) fou un escriptor francès, autor esotèric, franc-maçó, fou Gran Mestre mundial de la Gran lògia de Memphis-Misraïm i fundador d'una associació d'ocultisme.
Home de lletres, història i membre societari dels "Gens de Lettres", de l'associació d'escriptors de la llengua francesa "mer outre-mer". és l'autor de 42 obres. Morí en el 1997 a l'edat de 90 anys.

## Obres
Les seves obres més importants són:
- Le dragon d'or.
- Le cristal magique.
- La magie sacrée.
- Jesús o el secret mortal dels Templers.
- L'Home que va crear a Jesucrist.

## Teories sobre el cristianisme
Dins la seva obra Jesús o el secret mortal dels Templers ens presenta unes quantes teories avantguardistes sobres els evangelis.
- Judes de Gamala va ser el pare natural de Jesús.
- Jesús va tenir set germans, els anomenats set trons.
- Jesús tenia un germà bessó secret, anomenat Tomàs.
- Judes Iscariot va ser assassinat per traïdor a la causa zelota.
- Jesucrist va utilitzar la màgia per fer miracles.
- Jesucrist va escriure el llibre de Revelació o Apocalipsi quan encara era viu.
- Els copistes cristians dels primers segles van manipular no solament els evangelis, sinó també, els textos històrics com per exemple; les obres de Flavi Josep.
- Pau de Tars va ser l'artífex del cristianisme (L'Home que va crear a Jesucrist).

## Judes de Gamala
Robert Ambelain defensa la teoria d'un pare natural de Jesús que seria segons les seves investigacions; Judes el Galileu anomenat també Judes de Gamala.
Primera prova: 
- Judes de Gamala l'heroi del cens, segons Flavi Josep tenia dos fills anomenats Simó i Jaume.
- Segons els evangelis Simó i Jaume eren germans de Jesús (Mateu 13,55 i Marc 6,3).
- Per tant, Jesús era fill de Judes de Gamala.

Segona prova:
- Jesús s'anomena fill de l'home, cosa que no té cap sentit perquè tots som fills de l'home.
- Aquest sobrenom seria en realitat fill de l'heroi.
- Judes de Gamala era conegut entre els seus com l'heroi del cens.
- Per tan si Jesús era el fill de l'heroi el seu pare seria Judes de Gamala l'heroi del Cens